# Caryota no
Caryota no es una especie perteneciente a la familia de las palmeras (Arecaceae).

## Distribución y hábitat
Es una palmera originaria de Borneo, y corre peligro ya que su palmito es muy apreciado. 

## Descripción
Puede llegar hasta los 25 m de altura, y tener 50 cm de diámetro, lo que la sitúa entre las más grandes del género, junto a Caryota gigas, la hoja puede llegar a 4 m de largo por 3 de anchura. Los foliolos pueden llegar a medir hasta 30 cm. Se adapta a vivir en climas subtropicales. 

## Taxonomía
Caryota no fue descrito por Odoardo Beccari y publicado en Nuovo Giornale Botanico Italiano 3: 12. 1871.
Etimología
Caryota: nombre genérico que deriva de la palabra griega: karyon que significa nuez.
Sinonimia:
- Caryota rumphiana var. borneensis Becc.[6]